# Гулбитис
Гу́лбитис (латыш. Gulbītis) — населённый пункт в восточной части Латвии, расположенный в Яунгулбенской волости Гулбенского края. До 1 июля 2009 года входил в состав Гулбенского района.
Является центром Яунгулбенской волости. Расстояние до города Гулбене составляет около 14 км. По данным на 2015 год, в населённом пункте проживал 101 человек.

## История
Современное поселение находится на территории, некогда принадлежавшей Гулбишскому полупоместью.
В советское время населённый пункт был центром Яунгулбенского сельсовета Гулбенского района.
В Гулбитисе имеется магазин, кооператив «Техникас центрс», индивидуальное предприятие по обработке камня «Валпор», Гулбишская средняя школа, Дом культуры.